# Stazione di Monza Sobborghi
A Stazione di Monza Sobborghi egy vasútállomás Olaszországban, Lombardia régióban, Monza településen.

## Vasútvonalak
Az állomást az alábbi vasútvonalak érintik:
- Monza–Molteno–Lecco-vasútvonal

## Kapcsolódó állomások
A vasútállomáshoz az alábbi állomások vannak a legközelebb:
- Stazione di Villasanta Parco (Stazione di Molteno, Stazione di Lecco, Monza–Molteno-vasútvonal, S7)
- Stazione di Monza (Stazione di Monza, Monza–Molteno-vasútvonal, S7)